# Tomasz Wróblewski
Tomasz Wroblewski (Varsovia, 2 de junio de 1980), con el nombre artístico de Orion, es un músico polaco de death metal, actual bajista y cantante de Behemoth y Black River. También es el cantante y guitarrista de Vesania. También contribuyó con la banda Neolithic y con Machine Head (en Sounds of the Underground). Él está respaldado por ESP / Ltd, Bounty Hunter y Crazy Cat.

## Discografía
Behemoth
- 2004: Demigod
- 2005: Slaves Shall Serve
- 2006: Demonica
- 2007: The Apostasy
- 2008: At the Arena ov Aion - Live Apostasy
- 2008: Ezkaton
- 2009: Evangelion
- 2014: The Satanist
- 2017: I Loved You at Your Darkest

Black River
- 2008: Black River
- 2009: Black'N'Roll

Neolithic
- 2003: My Beautiful Enemy
- 2004: Team 666

Vesania
- 2002: Wrath ov the Gods / Moonastray
- 2003: Firefrost Arcanum
- 2005: God the Lux
- 2007: Distractive Killusions
- 2008: Rage of Reason
- 2014: "Deus Ex Machina"

## Equipamiento
- ESP Tom Araya Signature 4-String Bass
- MarkBass Standard 104HF and Standard 152 HR Cabinets
- MarkBass TA 503 Heads
- DR Black Beauties Bass Strings

- Datos: Q25660
- Multimedia: Tomasz Wróblewski (musician) / Q25660